# Bukhinna

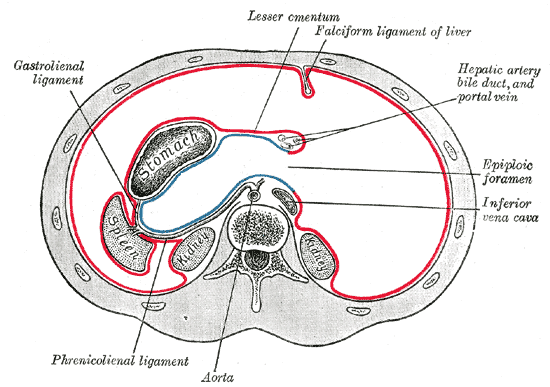
Horisontellt snitt genom bukens övre del. Bukhinnan visas i rött och blått; den del som avdelas med blått brukar benämnas lilla säcken.

Bukhinnan eller peritoneum är den serösa hinna (serosa) som hos högre ryggradsdjur utgör bukhålans avgränsning, och bildar en säck som de flesta av bukens inre organ ligger inuti. Innanför bukhinnan finns flera inre organ: magsäck, tarmar, lever, gallblåsa och bukspottkörtel.
Bukhinnan består av ett lager av mesotel, som får stadga av bindväv. Den består av två skikt med ett vätskefyllt hålrum emellan, cavitas peritonei.
- Lamina parietalis mot bukväggen
- Lamina visceralis mot inälvorna

Organ i buken som omsluts av peritoneum kallas intraperitoneala. Organen som ligger intill kallas extraperitoneala och de som ligger bakom peritoneum kallas retroperitoneala. 
- Primärt intraperitoneala organ – organ som är helt täckta av bukhinnan, till exempel ileum och jejunum
- Primärt retroperitoneala organ – organ som redan i början av embryonalperioden låg bakom bukhinnan. Endast organets framsida har kontakt med peritoneum, till exempel njurarna
- Sekundärt retroperitoneala organ har i början av embryonala perioden varit täckta av peritoneum, men under embryonalutvecklingen har detta försvunnit, till exempel duodenum och pankreas

I peritonealdialys utnyttjar man bukhinnan som dialysmembran.